# Тарба, Тенгиз Владимирович
Тенги́з Влади́мирович Та́рба (род. 7 февраля 1979) — российский футболист, полузащитник.

## Карьера
С 1996 по 1997 находился в составе сочинской «Жемчужины», однако за основу не играл, принимал участие только в поединках фарм-клубов команды: «Жемчужина-д» в 1996 и «Динамо-Жемчужина-2» в 1997 году. Сезон 1998 года провёл в «Кубани», сыграл 16 матчей. В 1999 году вернулся в «Жемчужину», в составе которой дебютировал в Высшей лиге России, где провёл 12 встреч. Кроме того, принимал в том сезоне участие в матчах фарм-клуба «Жемчужина-2».
С 2000 по 2001 год был в составе «Анжи», однако ни разу не сыграл за основной состав махачкалинцев, проведя лишь 3 встречи за дублирующий состав в 2001 году. В сезоне 2002 года выступал за «Краснодар-2000», в 13 встречах забил 4 гола. В 2003 году был в составе махачкалинского «Динамо» и «Жемчужины», однако на поле не выходил.